# Ian Agol
Ian Agol (Hollywood, 13 maggio 1970) è un matematico statunitense, conosciuto per i suoi lavori in topologia, in particolare nello studio delle varietà tridimensionali.

## Riconoscimenti
- 2009 Clay Research Award
- 2012 Premio Berwick Senior
- 2013 Premio Oswald Veblen per la geometria